# Diana Mórová
Diana Mórová (ur. 18 lutego 1970 w Bratysławie) – słowacka aktorka.
W latach 1988–1992 studiowała aktorstwo w Wyższej Szkole Sztuk Scenicznych w Bratysławie. Od 1992 roku aktorka Słowackiego Teatru Narodowego w Bratysławie. Grała w serialach telewizyjnych: Štúrovci (1992), Silvánovci (1996–1997), Zborovňa (1999), O ztracené lásce (2001). Od 2008 r. odtwarzała główną rolę w serialu Panelák emitowanym codziennie na kanale TV JOJ.
W 2008 roku otrzymała Krištáľové krídlo, a w 2006 wygrała program Gwiazdy na Lodzie.

## Filmografia
- 1990: Let asfaltového holuba
- 1990: Marta a ja
- 1991: Amonina pomsta
- 1991: Ružová Anička
- 1991: Štúrovci (serial telewizyjny)
- 1992: Veľkonočný sen
- 1994: Spoveď
- 1996: Silvánovci (serial telewizyjny)
- 1998: Rivers of Babylon (Sylwia)
- 1999: Kuře melancholik
- 1999: Praha očima… – Obrázky z výletu (Marta)
- 1999: Rozprávanie neznámeho človeka
- 1999: Škovránok
- 1999: Zborovňa (serial telewizyjny)
- 2000: Čarovala ryba, aby bola chyba…
- 2001: Voľnomyšlienkár
- 2002: Quartétto (Kristína)
- 2002: Na konci hry
- 2005: Konečná stanica (wdowa)
- 2006: Veľké šťastie
- 2007: Polčas rozpadu
- 2008: Mesto tieňov
- 2008–obecnie: Panelák (Ivana Švehlová)
- 2009: Tango s komármi
- 2009: Keby bolo keby